# Imperiul Coreean

Imperiului Coreean

Emblema imperială

Marele Imperiu Coreean (cu caractere coreene 대한제국, sau chineze 大韓帝國, Daehan Jeguk) a fost ultimul stat unificat și independent coreean. Imperiul a fost proclamat în octombrie 1897 de către împăratul Gojong din Dinastia Joseon și și-a continuat existența până la anexarea sa de către Imperiul Japonez din august 1910. Împăratul Gojong a supervizat Reforma Gwangmu, o modernizare parțială și occidentalizare a sistemului militar, economic, funciar și de învățământ și a diferitelor industrii. În 1905, Coreea a devenit un protectorat colonial al Japoniei, iar în 1910 a fost anexată direct de Japonia. 

## Istoric

### Contextul istoric
Coreea în timpul dinastiei Joseon (1392-1897) a fost un regat satelit al Chinei în timpul dinastiei Qing (1636-1912), cu legături slabe cu statul suzeran, administrat de rege independent de China. Spre sfârșitul secolului al XIX-lea, China și Japonia și-au disputat tot mai aprig zona de influență din Coreea. Primul război sino-japonez a marcat declinul rapid al capacității statului Joseon de a se opune amestecului străin în țară, deoarece luptele acestui conflict fuseseră date pe pământ coreean și pe mările înconjurătoare. Dată fiind superioritatea câștigată de Japonia asupra dinastiei Qing, delegații niponi a negociat cu chinezii Tratatul de la Shimonoseki. Odată cu semnarea acestui tratat, conceput să prevină expansiunea spre sud a Rusiei, Japonia a încercat să își asigure controlul asupra Peninsulei Liaodong a Chinei și, mai important, asupra întregii Peninsule Coreene. Rusia a considerat că acest act reprezintă o amenințare împotriva intereselor sale din nord-estul Chinei și, după ce a obținut sprijinul Franței și Germaniei, a militat pentru retrocedarea Peninsulei Liaodong către China. 
La vremea respectivă, Japonia nu a putut să reziste unei asemenea presiuni străine, în special din partea unor națiuni pe care le considera mult mai avansate și pe care căuta să le imite și, ca atare, a renunțat la pretențiile asupra Peninsulei Liaodong. Odată cu succesul intervenției celor trei țări (Rusia, Franța și Germania), Rusia a devenit o putere majoră în Asia de Est, de care mai mulți oficiali guvernamentali ai curții Joseon au sugerat ca țara să se apropie, înlocuind dinastia Qing ca entitatea care ar fi împiedicat noi ingerințe japoneze în politica coreeană. Regina Min (numită după moartea sa împărăteasa Myeongseong), consoarta regelui Gojong, a sesizat la rândul ei această schimbare și a stabilit în mod oficial relații diplomatice mai strânse cu Rusia pentru contrabalansarea influenței nipone.
Regina Min a început să se distingă ca o figură cheie în lupta la nivel înalt a coreenilor împotriva influenței japoneze. Japonia, văzându-și planurile amenințate de regină, a înlocuit rapid ambasadorul său în Coreea, contele Inoue, cu general-locotenentul vicontele Miura , un diplomat cu experiență în Armata Japoneză Imperială. Ulterior, el a organizat asasinarea reginei Min la 8 octombrie 1895, la reședința ei din Palatul Geoncheong, unde se aflau dormitoarele regale din Palatul Gyeongbok. 

### Proclamarea Imperiului
După asasinarea soției sale, regina Min, regele Gojong și prințul moștenitor (viitorul împărat Sunjong), s-au refugiat în 1896 în clădirea Legației ruse. În perioada dintre moartea reginei Min și reîntoarcerea regelui de sub protecția rușilor, Coreea a suferit răsturnare importantă a situației politice atât acasă, cât și în străinătate. În 1894, noile legi adoptate de progresiști și reformatori din cabinetul regal au impus modernizarea societății perimate coreene prin reforme dorite de mult timp. Aceste legi au fost numite „Reforma Gabo”, referindu-se la anul (1894) în care au început.
Între timp, noile reforme destinate modernizării Coreei au atras curând controverse din chiar interiorul societății. Sentimentele antijaponeze, care deja se înrădăcinase în mintea oamenilor de rând și a aristocraților deopotrivă încă din timpul invaziilor japoneze din Coreea din 1592–1598), au devenit omniprezente la curtea regală și în eșaloanele superioare ale societății în urma Tratatului Ganghwa din 1876 și curând s-a extins în mod exploziv la majoritatea coreenilor în urma asasinării reginei Min, de care au fost considerați responsabili japonezii.
Reformele moderne inspirate de cele din Japonia, promovate de membrii progresiști ai guvernului regal, dintre care cea mai controversată a fost tăierea obligatorie a cocului tradițional al bărbaților, au declanșat resentimente și nemulțumiri. Acestea au dus la rebeliunea armatelor neregulate Eulmi, prin care se dorea răzbunarea asasinării reginei Min.
În 1897, regele Gojong a cedat presiunii crescânde exercitate atât din străinătate cât și din țară de păturile largi ale populației conduse de Asociația Independenței și a revenit la Gyŏngungung (Deoksugungul contemporan). Aici, el a proclamat fondarea „Marelui Imperiu Coreean”, a redenumit titulatura oficială a monarhului și a proclamat începutul unei noi ere, Gwangmu (광무 / 光武, însemnând războinic al luminii), rupând efectiv legăturile istorice superficiale ale Coreei ca vasal al Chinei , pe care le acceptase Coreea de la invazia anterioară manciuriană în 1636. Gojong a devenit împăratul Gwangmu, primul șef imperial de stat și suveran ereditar al Imperiului Coreean. Acest eveniment a marcat sfârșitul complet al vechii ordini mondiale și a sistemului tradițional tributar și de vasalitate din Orientul Îndepărtat.Noul statut imperial al Coreei a însemnat „Independența completă față de sfera de influență a Imperiului Chinez”, ceea ce înseamnă că țara nu a fost influențată de dinastia Qing din exterior și că, în conformitate cu Tratatul de la Shimonoseki din 1895, a implementat, de asemenea, independența „completă și completă” în conformitate cu acest document. Multe elemente simbolice care au marcat subordonarea politică a Coreei față de China au fost modificate sau distruse. De exemplu, „Poarta de bunvenit pentru generozitate” – Yeongeunmun și Mohwagwan au fost demolate, ceea ce demonstra sfârșitul relațiilor tributare cu China. Pe locul fostei porți Yeongeunmun a fost ridicată „Poarta Independenței” – Doglibmun. 
Numele, care s-ar traduce corect ca „Marele Imperiu Han”, a fost derivat din Samhan (Cele trei Han – confederație a regatelor din secolul din secolul I î.Hr., care au precedat Cele trei regate ale Coreei), în conformitate cu tradiția denumirii statelor noi după numele unor state istorice (Gubon Sincham, 舊本新參 sau 구본신참). 
Semnificația proclamării imperiului, din punctul de vedere al coreenilor, a fost declararea sfârșitului relației tributare a Coreei față de dinastia Qing. De obicei, folosirea titlului imperial era rezervat doar monarhului Chinei, Fiul Cerurilor. Dinstiile coreene plătiseră tribut celor chinezești încă din secolul al XVII-lea. Când în Japonia a avut loc lichidarea șogunatului și reinstaurarea conducerii imperiale (Restaurația Meiji), Împăratul Japoniei a fost proclamat ca sursă a suveranității statului nipon. După ce a primit vestea Restaurației Meiji din Japonia, guvernul coreean a refuzat să recunoască schimbarea. Modificarea denumirii oficiale a Coreei din regat în imperiul a devenit posibilă doar după sfârșitul războiului sino-japonez.

### Politica de occidentalizarea a societății coreene în timpul Imperiului

#### Contextul istoric
Un grup de oficiali și intelectuali coreeni au sesizat nevoia impunerii unor reforme cuprinzătoare în Coreea, după ce au efectuat un turneu prin alte state modernizate. Tot mai mulți intelectuali au primit informații despre civilizația occidentală și au devenit conștienți de puterea națiunilor modernizate din Europa și America.
Mai târziu, progresiștii din cadrul grupului au inițiat Reforma Gabo în 1894, iar reformiștii moderați au efectuat Reforma Gwangmu în timpul Marelui Imperiu Coreean.
Misionarii americani, care au avut relații strânse cu curtea regală coreeană, au ajutat de asemenea la propagarea culturii occidentale. Cu ajutorul și protecția regală, doctorul și misionarul american Horace N. Allen a adus în țară primele practici ale medicinei occidentale, fiind fondatorul primului spital după model vestic, Chejungwon („Casa îndurării extinse”). În plus, misionarii au asigurat pentru prima oară educație de tip occidental fetelor coreene, care fuseseră excluse până în acel moment din sistemul educațional.

#### Reforma Gwangmu
Reforma Gwangmu a avut ca scop modernizarea și occidentalizarea țării ca urmare a startului târziu al Coreei în revoluția industrială. 
Prima lege adoptată de noul stat a fost Legea din 1897 privind greutățile și măsurile, care standardiza diferitele sisteme regionale coreene de greutăți și măsuri tradiționale. În același an a fost lansat de guvernul Gwangmu proiectul studiului cadastral, care a urmărit modernizarea sistemului evidenței funciare.Pentru aplicarea metodelor topografice occidentale, guvernul a angajat topografi americani. După executarea măsurătorior, autoritățile competente trebuiau să emită un titlu de proprietate, „Jigye”, care să arate dimensiunea exactă a terenului. Rezultatele acestei reforme au fost implicate în reformarea sistemului de impozitare a terenurilor, care a fost făcută sub conducerea lui Yi Yong-ik, cel care avea să se ocupe și de reforma monetară. Proiectul a fost întrerupe daorită Războiul ruso-japonez din 1904–1905, într-un moment în care fusese făcute măsurători pentru aproximativ două treimi din întreg teritoriul. 
Guvernul Gwangmu a fost cel care a construit infrastructura modernă urbană. În 1898, împăratul a autorizat crearea unor companii mixte cu oamenii de afaceri americani. Ca urmare, a fost înființată Hanseong Electric Company, care exploata o rețea de iluminat public și una de transport cu tramvaie electrice. Tot cu ajutorul americanilor a fost fondată și Seoul Fresh Spring Water Company. În 1902, la șase ani de la construirea primei linii telefonice în Coreea, a fost instalată primul telefon public pentru convorbiri interurbane. 
În timpul perioadei Gwangmu, guvernul a încurajat industrializarea țării. Guvernul a sprijinit înființarea de școli profesionale și medii tehnice. În acele timpuri, odată cu înființarea unor țesătorii moderne, create pentru a satisfacerea cererii de textile de pe piața internă, o serie de inovații din această industrie au fost făcute în Coreea. De exemplu, specialiștii locali au realizat mașini de filat și țesut mătase, care au înlocuit mașinile scumpe din import.

În timpul perioadei Gwangmu au fost introduse uniformele oficiale care copiau modelele occidentale. Inițial, coreenii erau destul critici la adresa costumelor occidentale și făceau glume pe seama japonezilor, care adoptaseră vestimentația occidentală după Restaurația Meiji. Pentru început, împăratul și diplomații coreeni au început să poarte ținute regale în după modelul celor din Prusia. În 1900, îmbrăcămintea occidentală a devenit uniforma oficială pentru membrii administrației civile coreene. 
În domeniul militar, armata coreeană era formată la începutul anilor din aproximativ 5.000 de soldați, iar efectivele sale au fost crescute foarte mul la aproximativ 28.000 de oameni chiar înainte de Războiul ruso-japonez. Instruirea militarilor coreeni de către ofițeri ruși a început în 1896 și primul rezultat a fost crearea unei forțe de 1.000 de gărzi regale, dotate cu puști Berdan, această unitate reprezentând scheletul pe care avea să se dezvolte noua armată. Din această unitate principală au fost transferați uneori soldați în cele cinci regimente noi cu efective de 900 de oameni.
În ciuda eforturilor depuse, reforma Gwangmu nu a fost una radicală din cauza dependenței de puterile străine, suprimarea democrației și a ritmului lent de aplicare. În schimb, Coreea a devenit un obiect de dispută între Japonia și Rusia. 

### Evoluții ulterioare
Pe 22 august 1904 a fost semnat primul tratat dintre Japonia și Coreea - Prima convenție japonezo-coreeană. Acordul Taft–Katsura (cunoscut și ca „Memorandumul Taft–Katsura”) a fost semnat pe 17 iulie 1905 și nu a fost o înțelegere secretă dintre Statele Unite și Japonia, ci a fost mai degrabă un set de note cu privire la discuțiile purtate de membrii guvernelor celor două țări despre relațiile bilaterale. Primul ministru japonez Taro Katsura a profitat de venirea ministrului de război american William Howard Taft la Tokyo pentru ca să afle care era poziția lui Taft față de problema Coreei. Taft și-a expus poziția, consemnată în memorandum, conform căreia o relație în care Japonia ar fi ghidat Coreea ca putere suzerană ar fi „contribuit la pacea permanentă în Orientul Îndepărtat”.
În septembrie 1905, Rusia și Japonia au semnat Tratatul de la Portsmouth, tratat care a pus capăt războiului dintre ele și a confirmat influența crescută a Japoniei în Coreea. Împăratul Gwangmu a trimis în toamna anului 1905 diplomați în misiuni secrete către entități din afara Coreei, prezentând cazul disperat al Coreei, care lupta ca să-și păstreze suveranitatea, deoarece canalele diplomatice oficiale erau atent supravegheate de japonezi.
Pe 17 noiembrie 1905 a fost semnat Tratatul „Eulsa” (numit și „Acordul din 1905”, „Tratatul cu cinci articole” sau „A doua convenție japonezo-coreeană”) chiar mai înainte ca misiunea lui Homer Hulbert să ajungă la Washington. După cum se spune, că sigiliul ministerului coreean de externe a fost luat cu forța și aplicat pe documentul care fusese era gata pregătit de japonezi. După o săptămână de la semnarea „tratatului” forțat, Departamentul de Stat al SUA a retras legația americană din Coreea, chiar mai înainte ca guvernul acestei țări să notifice SUA despre noul stat de țară aflată sub „protectoratul” nipon.
Proclamarea imperiului s-a făcut în cadrul unui sistem internațional într-o perioadă de timp în care țara se moderniza în ritm lent. Până în cele din urmă, forța militară redusă, urmările relațiilor tributare ale Coreei cu dinastia Qing a împiedicat țara să se ferească de abuzurile puterilor străine. 
În cele din urmă, împăratul Gwangmu a fost forțat să abdice în 1907 în favoarea fiului său, împăratul Sunjong, care a devenit al doilea și ultimul împărat al Coreei. Cel de-al doilea împărat a fost îndepărtat din fruntea statului datorită faptului că a trimis delegați la Haga, încălcând astfel prevederile arbitrare ale celei de-a doua convenții japonezo-coreene. Delegația trimisă la Hague a fost formată din Yi Sang-seol, Yi Tjoune și Yi Wi-jong. Misiunea lor a fost o încercare diplomatică de recuperare a suveranității imperiului.
Deși Coreea și-a susținut cu putere drepturile în față celor mai puternice națiuni la Haga, protectoratul japonez asupra Coreei și creșterea influenței nipone în peninsulă au părut puterilor occidentale o evoluție naturală și benefică în primul deceniu al secolului al XX-lea, de apogeu al politicii colonialiste. 
Pe 22 august 1910, Imperiul Coreean a fost anexat de Japonia prin tratatul din 1910, care a marcat o perioadă de 35 de ani de ocupație niponă. 

## Titluri nobiliare și adresare protocolară în timpul Imperiului Coreean
- Hwangje (皇帝 황제), împăratul, Maiestate Imperială (陛下 폐하 pyeha)
- Hwanghu (皇后 황후), împărăteasa (consoartă), Maiestate Imperială
- Hwangtaehu (皇太后 황태후), regina mamă, Maiestate Imperială
- Taehwangtaehu (太皇太后 태황태후), văduva tatălui regelui, bunica împăratului, Maiestate Imperială
- Hwangtaeja (皇太子 황태자), prințul moștenitor al imperiului, primul fiu al împăratului, Alteță Imperială (殿下 전하 jeonha)
- Hwangtaeja-bi (皇太子妃 황태자비), soția prințului moștenitor al imperiului (prințesa consoartă, Alteță Imperială
- Chinwang (親王 친왕), prinț, fiul împăratului (altul decât prințul moștenitor), Alteță Imperială
- Chinwangbi (親王妃 친왕비), prințesă imperială, consoartă, Alteță Imperială
- Gongju (公主 공주), prințesă imperială, fiică a împăratului și împărătesei consoarte, Alteță Imperială
- Ongju (翁主 옹주), prințesă imperială, fiică a împăratului și a uneia dintre concubinele sale, Alteță Imperială

Mai înainte de proclamarea imperiului, mai mulți monarhi ai regatelor Gojoseon, Buyeo, Goguryeo, Silla, Baekje, Balhae și Goryeo s-au autoproclamat împărați și au folosit titluri imperiale pentru o anumită perioadă de timp. 

## Relații diplomatice
- Austro-Ungaria: 1892–1905
- Belgia: 1901–1905
- Dinastia Qing: 1899–1905
- Danemarca: 1902–1905
- A Treia Republică Franceză: 1886–1905
- Imperiul German: 1883–1905
- Regatul Italiei: 1884–1905
- Imperiul Japonez: 1876–1910
- Imperiul Rus: 1884–1905
- Regatul Unit al Marii Britanii și Irlandei: 1882–1905
- Statele Unite ale Americii: 1882–1905

## Galerie

Sigiliul național
Stema
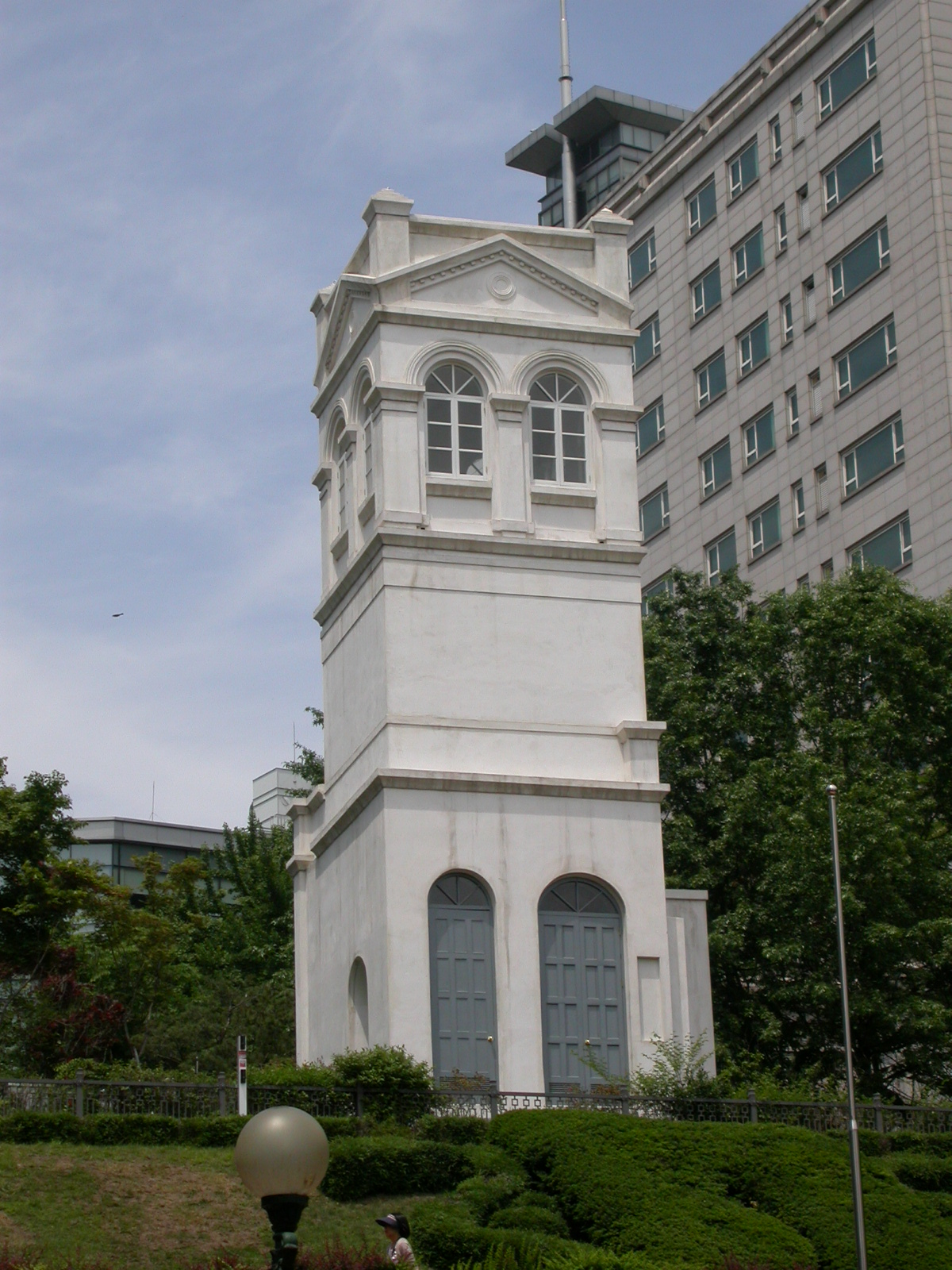
Vechea legație a Rusiei din Seul. În 1896, regele Gojong și prințul moștenitor s-au refugiat din palatul Gyeongbok în clădirea legației Rusiei la Seul.
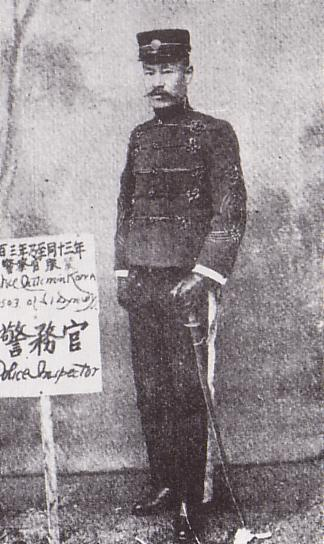
În 1900, veșmintele cu croială occidentală au devenit uniforme oficiale pentru funcționarii publici coreeni. După câți ani, toți polițiștii coreeni au primit uniforme modernizate.
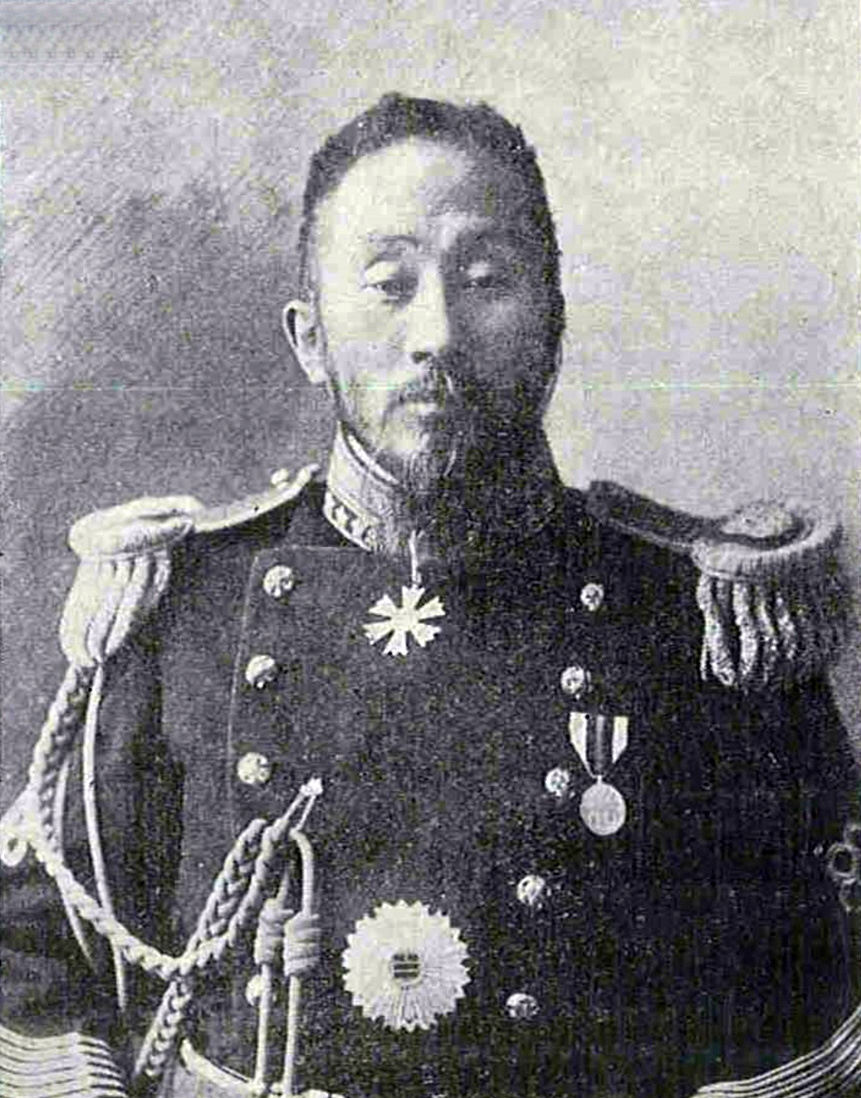
Yi Yong-ik, șeful Monetăriei statului în timpul Imperiului Coreean
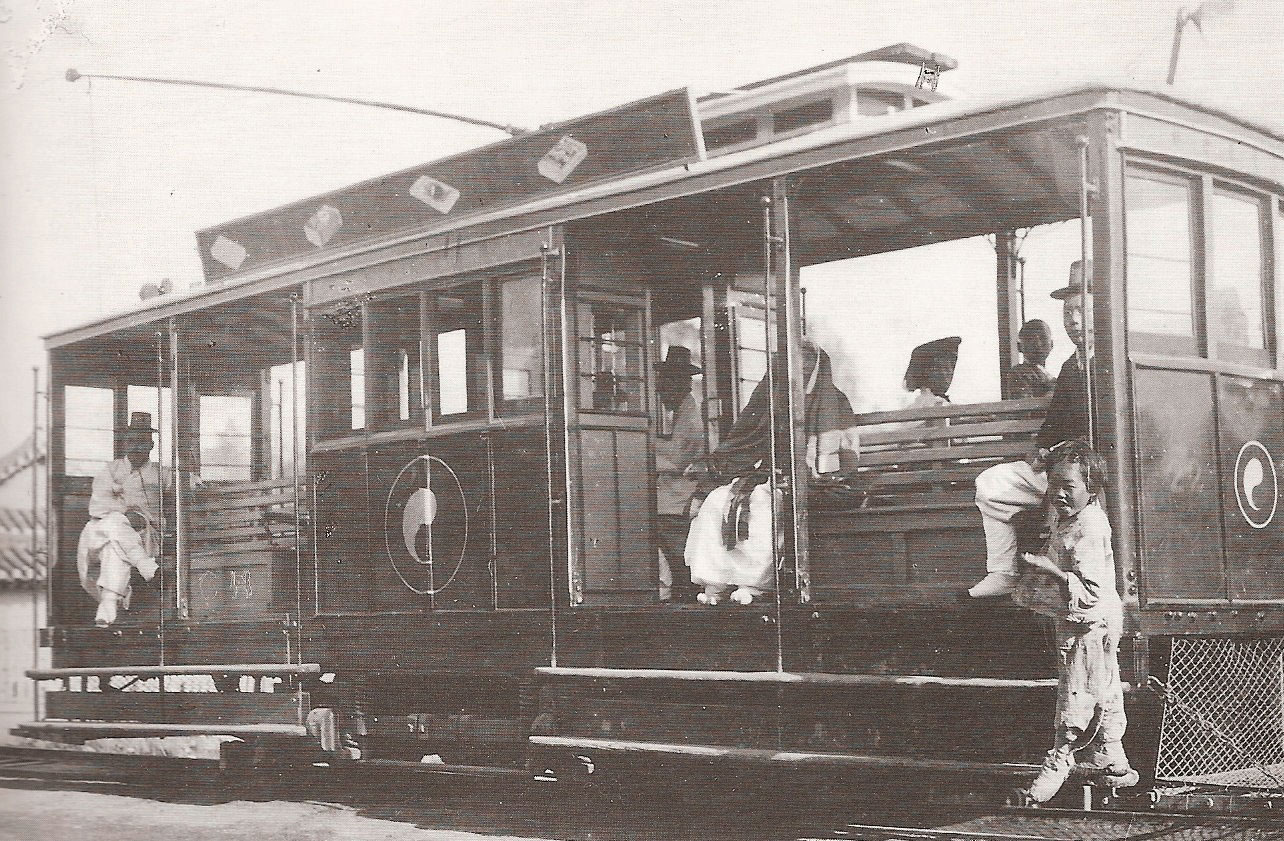
Tramvai din Seul, 1903
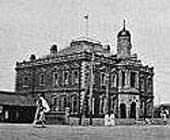
Sediul central al Hanseong Electric Company
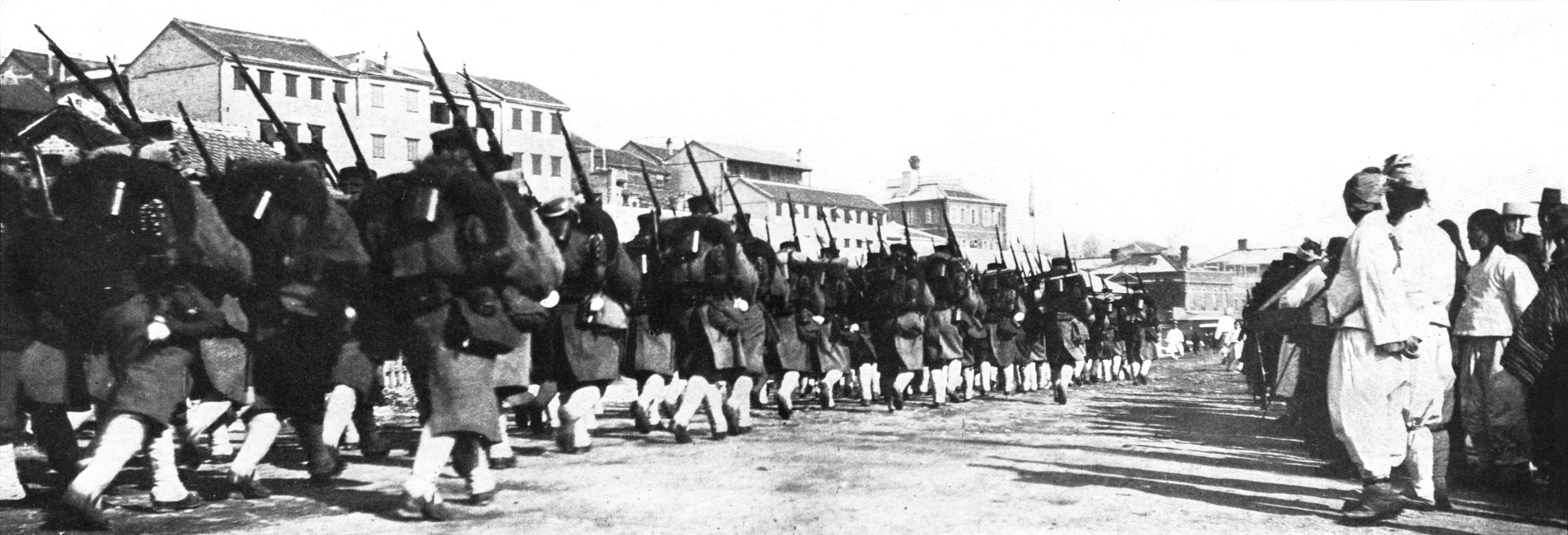
Infanteriștii japonezi mărșăluind prin Seul în timpul războiului cu rușii din 1904
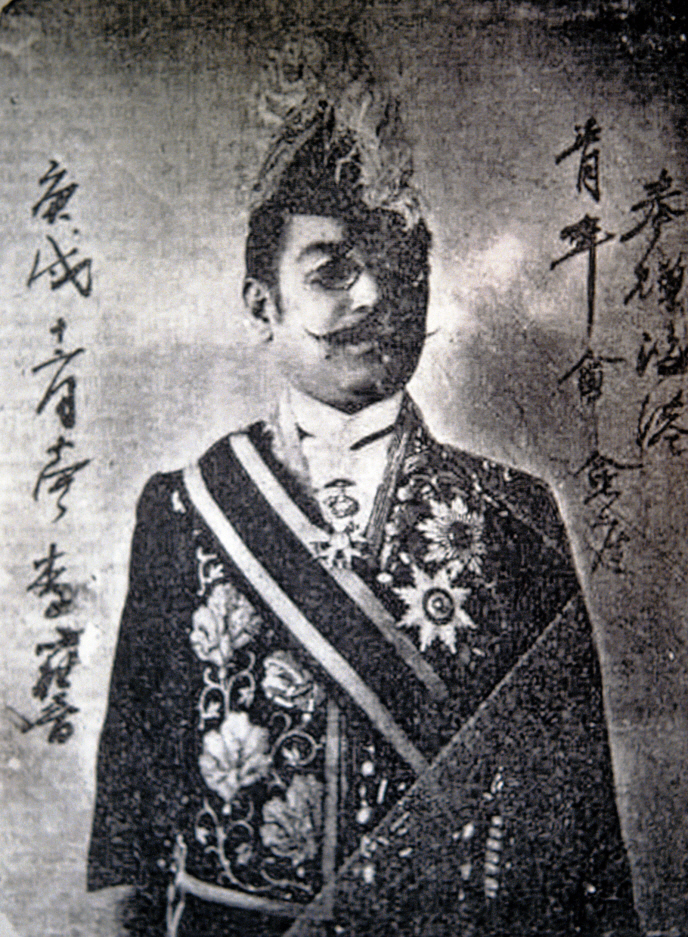
Yi Beom-jin, funcționar guvernamental, mai târziu luptător pentru independența față de japonezei. A oferit un sprijin puternic emisarilor secreți trimiși de împăratul Gojong la Hague în 1907.
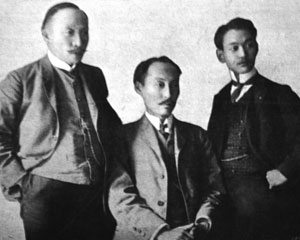
Împăratul Gwangmu a trimis trei emisari secreți – Yi Tjoune, Yi Sang-seol și Yi Wi-jong – la Haga, Țările de Jos, în 1907.

## Vedeți și:
- Lista monarhilor din Coreea
- Dinastia Joseon

### Citatate
1. ↑  권태환 신용하 (1977). 조선왕조시대 인구추정에 관한 일시론 (în Korean).
2. ↑  „Archived copy”. Arhivat din original la 17 februarie 2006. Accesat în 24 martie 2013.
3. ↑  Pratt, Keith (1999). Korea: A Historical and Cultural Dictionary. p. 194.
4. ↑  이기환 (30 august 2017). „[이기환의 흔적의 역사]국호논쟁의 전말…대한민국이냐 고려공화국이냐”. 경향신문 (în coreeană). The Kyunghyang Shinmun. Accesat în 2 iulie 2018.
5. ↑  이덕일. „[이덕일 사랑] 대~한민국”. 조선닷컴 (în coreeană). Chosun Ilbo. Accesat în 2 iulie 2018.
6. ↑  Seth, Michael J (2010). A History of Korea: From Antiquity to the Present. Rowman & Littlefield Publishers. p. 225. ISBN 978-0742567160.
7. ↑  Jo, Gye Wen (6 noiembrie 2006), „Does Metric System Measure Up?”,  În Rakove, Daniel, The Hankyoreh, Seul: Hankyoreh Media Co.
8. ↑  Jae-gon Cho. The Industrial Promotion Policy and Commercial Structure of the Taehan Empire. Seoul: Jimoondang Publishing Company (2006)
9. ↑  Keltie 1900, p. 791.
10. ↑  Nahm, Andrew. "The impact of the Taft-Katsura Memorandum on Korea: A reassessment," Korea Journal. October 1985, p. 9.
11. 1 2  Nahm, p. 10.
12. ↑  Kim, Ki-Seok, "Emperor Gwangmu's Diplomatic Struggles to Protect His Sovereignty before and after 1905," Korea Journal, (Summer 2006). p. 239.
13. ↑  Kim, p. 245.

## Resurse internet
- The Great Revival Movement of 1907 And its Historical Impact on Korean Church[nefuncțională]